# Mali Gaber
Mali Gaber – wieś w Słowenii, w gminie Trebnje. W 2018 roku liczyła 89 mieszkańców.